# Voloma
Il Voloma (in russo Волома?) è un fiume della Russia europea settentrionale, tributario del lago Segozero. Scorre nei rajon Muezerskij e Medvež'egorskij della Repubblica di Carelia.
Il fiume sgorga dall'omonimo lago Voloma e sfocia nel lago Segozero. La sua lunghezza è di 138 km, il bacino idrografico è di 2 070 km². La portata media annua dell'acqua nella zona del villaggio di Vengigora (a 35 km dalla foce) è di 20,27 m³/s.